# Alberto Barceló
Alberto Abel Barceló (22 de diciembre de 1873 - 13 de noviembre de 1946) fue un político argentino, diputado y senador nacional e intendente del partido de Avellaneda.

## Carrera
Es reconocido por ejercer el gobierno municipal en forma dura, implacable y paternalista, mechado de violencia, fraude y corrupción (en muchos casos vinculado a la trata de personas). Fue intendente de una Avellaneda industrial violenta, con serios problemas sociales, en una época en que el fraude y corrupción eran comunes. Fue intendente por el Partido Conservador  entre 1909 y 1917 y volvió a serlo en 1924, 1927 y 1932, por lo cual el partido de Avellaneda fue considerado su "feudo". 
Su popularidad se basaba en buena medida en su práctica de abrir las puertas de su casa a todos los que necesitaban algún favor (véase clientelismo político). El progreso indiscriminado y caótico de Avellaneda, donde operaban los frigoríficos más importantes de Argentina, así como diversas industrias, atrajo a muchos inmigrantes europeos.
En particular, la presencia de inmigrantes hispanos e italianos anarquistas resultaron en la creación de la Federación Obrera Regional Argentina (FORA), que organizó huelgas generales revolucionarias por las condiciones intolerables en que operaban esas empresas.
Las condiciones objetables eran muchas, pero uno de los problemas fundamentales era que los empleados no sabían cuando tenían trabajo: todas las mañanas los trabajadores se congregaban a las puertas de las plantas frigoríficas y el capataz salía a seleccionar a quienes iban a trabajar ese día. Primero elegía a sus familiares y amigos, después a los demás. Como resultado, nadie sabía cuando iban a ser remunerados. Durante la década de 1930 Barceló era senador nacional e intentó introducir legislación laboral para remediar esas condiciones,[cita requerida] pero los frigoríficos inmediatamente contrataron a los estudios legales de los senadores y los intereses creados impidieron que el senado considerara un voto por la legislación propuesta por Barceló.
Barceló tuvo como principal subalterno a Juan Ruggiero -alias "Ruggierito"-, quien era un sujeto peleador vinculado al comité conservador en Avellaneda y durante las primeras décadas del siglo XX fue la fuerza de choque del comité conservador en Avellaneda, base política de Alberto Barceló. Ruggiero se enfrentaba violentamente (con muertes incluidas) a la fuerza de choque del comité radical, constituida por el conjunto acaudillado por un hombre conocido como "Gallego" Julio. A medida que Barceló asumió funciones públicas más altas (diputado, senador nacional) la asociación de Ruggiero con el comité conservador incidió negativamente sobre la imagen de Barceló, quien se distanció de aquel.
El grupo del "Gallego" Julio percibió ese distanciamiento y concluyendo que un ataque contra Ruggiero no tendría repercusiones policiales, decidieron tomar venganza. Una noche, cuando Ruggiero iba a visitar a su amante, lo emboscaron y lo acribillaron a balazos. Barceló, en vista de la muerte del camorrero y tratando de lograr el fin del problema de su mala reputación, hizo lo que su sentido político le sugirió: arregló un funeral público para Ruggiero, en el cual su ataúd pasó por Avellaneda cubierto por la bandera nacional. Los que apoyaban a Ruggiero apreciaron el gesto.